# Bracon santaecrucis
Bracon santaecrucis är en stekelart som beskrevs av Otto Schmiedeknecht 1897. Bracon santaecrucis ingår i släktet Bracon och familjen bracksteklar. Inga underarter finns listade.